# Зелений Гай (Аджамська сільська громада)
Зелений Гай — село в Україні, в Аджамській сільській громаді Кропивницького району Кіровоградської області. Населення становить 122 осіб.

## Населення
Згідно з переписом УРСР 1989 року чисельність наявного населення села становила 115 осіб, з яких 50 чоловіків та 65 жінок.
За переписом населення України 2001 року в селі мешкали 122 особи.

### Мова
Розподіл населення за рідною мовою за даними перепису 2001 року:
| Мова       | Відсоток |
| ---------- | -------- |
| українська | 90,98 %  |
| російська  | 8,20 %   |
| вірменська | 0,82 %   |